# Syracuse (Indiana)
Syracuse és una població dels Estats Units a l'estat d'Indiana. Segons el cens del 2000 tenia 3.038 habitants.

## Demografia
Segons el cens del 2000, Syracuse tenia 3.038 habitants, 1.236 habitatges, i 779 famílies. La densitat de població era de 728,6 habitants/km².
Dels 1.236 habitatges en un 31,4% hi vivien nens de menys de 18 anys, en un 46,1% hi vivien parelles casades, en un 11,6% dones solteres, i en un 36,9% no eren unitats familiars. En el 30,1% dels habitatges hi vivien persones soles l'11,4% de les quals corresponia a persones de 65 anys o més que vivien soles. El nombre mitjà de persones vivint en cada habitatge era de 2,41 i el nombre mitjà de persones que vivien en cada família era de 2,98.
Per edats la població es repartia de la següent manera: un 26,4% tenia menys de 18 anys, un 9,5% entre 18 i 24, un 27,9% entre 25 i 44, un 22% de 45 a 60 i un 14,3% 65 anys o més.
L'edat mediana era de 35 anys. Per cada 100 dones de 18 o més anys hi havia 90,5 homes.
La renda mediana per habitatge era de 40.000 $ i la renda mediana per família de 45.968 $. Els homes tenien una renda mediana de 34.526 $ mentre que les dones 22.820 $. La renda per capita de la població era de 18.822 $. Entorn del 3,2% de les famílies i el 5,7% de la població estaven per davall del llindar de pobresa.

## Poblacions properes
El següent diagrama mostra les poblacions més properes.